# Brad Kahlefeldt
Brad Kahlefeldt (Temora, 27 de julho de 1979) é um triatleta profissional australiano. 

## Carreira
Brad Kahlefeldt competidor do ITU World Triathlon Series, disputou os Jogos de Pequim 2008, ficando em 16º e Londres 2012 ficando em 32º.